# Apanteles rangii
Apanteles rangii är en stekelart som beskrevs av Bhatnagar 1948. Apanteles rangii ingår i släktet Apanteles och familjen bracksteklar. Inga underarter finns listade i Catalogue of Life.